# Jamesburg
Jamesburg és una població dels Estats Units a l'estat de Nova Jersey. Segons el cens del 2000 tenia 6.025 habitants.

## Demografia
Segons el cens del 2000, Jamesburg tenia 6.025 habitants, 2.176 habitatges, i 1.551 famílies. La densitat de població era de 2.769,4 habitants/km².
Dels 2.176 habitatges en un 35,4% hi vivien nens de menys de 18 anys, en un 54,7% hi vivien parelles casades, en un 12,1% dones solteres, i en un 28,7% no eren unitats familiars. En el 22,4% dels habitatges hi vivien persones soles el 6,9% de les quals corresponia a persones de 65 anys o més que vivien soles. El nombre mitjà de persones vivint en cada habitatge era de 2,7 i el nombre mitjà de persones que vivien en cada família era de 3,18.
Per edats la població es repartia de la següent manera: un 24,6% tenia menys de 18 anys, un 7,5% entre 18 i 24, un 35,6% entre 25 i 44, un 21,5% de 45 a 60 i un 10,7% 65 anys o més.
L'edat mediana era de 35 anys. Per cada 100 dones de 18 o més anys hi havia 92,7 homes.
La renda mediana per habitatge era de 59.461 $ i la renda mediana per família de 67.887 $. Els homes tenien una renda mediana de 45.019 $ mentre que les dones 33.333 $. La renda per capita de la població era de 23.325 $. Aproximadament el 3% de les famílies i el 3,5% de la població estaven per davall del llindar de pobresa.

## Poblacions més properes
El següent diagrama mostra les poblacions més properes.